# 朱節 (正德進士)
朱節（1476年10月5日—1523年9月21日），字守忠，號白浦，行慶九，浙江山陰縣人。是王守仁最早的入室弟子之一，和徐爱、蔡宗衮被王守仁称作三子。

## 生平
正德二年（1507年）丁卯科浙江鄉試舉人，正德九年（1514年）甲戌科進士。由湖廣黃州府推官，十四年八月实授山東道監察御史，復除江西道御史，嘉靖二年（1523年）巡按山東。當時有大盜兵起於顏神鎮，侵擾十幾個州縣。朱節驅馳戎馬，因過勞而死。十月以剿贼功贈光祿寺少卿、奉政大夫。

## 家族
曾祖朱昂；祖朱純；父朱科，母張氏，子三朱以渝、朱以謙、朱以浩，孫朱瑞鳳（萬曆乙未進士）。

## 评价
王守仁曾评价：“徐生之温恭，蔡生之沉潜，朱生之明敏，皆我所不逮。”（《明史·儒林列传》）